# Keszler Éva
Keszler Éva (Pécs, 1961. szeptember 26. –) magyar színésznő.

## Életpályája
Középiskolai tanulmányait Budapesten, a Veres Pálné Gimnáziumban és a Bartók Béla Zeneművészeti Szakközépiskolában folytatta. A Liszt Ferenc Zeneművészeti Főiskolán diplomázott 1988-ban. Pályája a Fővárosi Operettszínház társulatában indult. 1991-től Győrbe, a Kisfaludy Színházhoz szerződött. 2000-től a Pécsi Nemzeti Színházban, 2003-tól rendszeresen az Interoperett műsoraiban szerepelt. Szabadúszó művészként Magyarországon és külföldön is operett-, musical- és operagálákon lép fel.

## Színházi szerepeiből
- Csiky Gergely: A nagymama... Márta
- Giacomo Puccini: Bohémélet... Musette
- Giacomo Puccini: Pillangókisasszony... Kate
- Johann Strauss: A denevér... Adél
- Johann Strauss: A cigánybáró... Arséna, Zsupán lánya
- Lehár Ferenc: A víg özvegy... Valencienne
- Lehár Ferenc: Luxemburg grófja... Juliette
- Huszka Jenő: Mária főhadnagy... Lebstück Mária
- Huszka Jenő: Gül Baba... Leila
- Huszka Jenő: Lili bárónő... Clarisse
- Ábrahám Pál: Viktória.... Ah Wong
- Jacobi Viktor: Sybill... Sarah
- Kálmán Imre: Csárdáskirálynő... Miss Mabel Gibson, műlovarnő
- Szirmai Albert – Bakonyi Károly – Gábor Andor: Mágnás Miska... Rolla grófnő

## Filmes, televíziós szerepei
- Interoperett gálaműsorok